# Kurt-Rieß-Anlage
Die Kurt-Rieß-Anlage ist ein Sportzentrum in Leverkusen. Benannt wurde die Anlage nach Kurt Rieß, einem ehemaligen Vorstandsmitglied der Bayer AG.
Die Anlage befindet sich im Leverkusener Stadtteil Küppersteg in der Nähe der BayArena. Das Gelände umfasst ein Stadion, die Smidt-Arena und die ehemalige Eissporthalle. Das Stadion hat eine Kapazität von 2.000 Plätzen und wird von der Leichtathletikabteilung des TSV Bayer 04 Leverkusen genutzt. Von 2008 bis 2011 trugen die Fußballerinnen von Bayer 04 Leverkusen ihre Partien auf der Kurt-Rieß-Anlage aus.